# カワアジサシ
カワアジサシ（学名：Sterna aurantia）は、チドリ目カモメ科に分類される鳥類の1種。

## 形態
全長38～43cm。